# 若利梅兹
若利梅兹（法語：Jolimetz）是法国北部-加来海峡大区诺尔省的一个市镇，属于埃尔普河畔阿韦讷区东凯努瓦县。该市镇2009年时的人口为867人。

## 人口
若利梅兹人口变化图示
| 数据来源：INSEE |